# Patvarc
Patvarc es un pueblo ubicado en el condado de Nógrád, Hungría.

## Superficie
Posee una superficie de 7,84 kilómetros cuadrados.

## Demografía
Hasta 2021 la población era de 701 habitantes, con una densidad de población de 89,41 habitantes por kilómetro cuadrado.